# Jannowitzbrücke (métro de Berlin)
Jannowitzbrücke est une station du métro de Berlin à Berlin-Mitte, desservie par la ligne U8.

## À proximité
- Les tours Trias, siège de la Berliner Verkehrsbetriebe.